# Spindasis milleri
Spindasis milleri är en fjärilsart som beskrevs av Corbet 1940. Spindasis milleri ingår i släktet Spindasis och familjen juvelvingar. Inga underarter finns listade i Catalogue of Life.